# Mesopolobus mesolatus
Mesopolobus mesolatus är en stekelart som beskrevs av Sun, Xiao och Xu 2005. Mesopolobus mesolatus ingår i släktet Mesopolobus och familjen puppglanssteklar. Inga underarter finns listade i Catalogue of Life.